# ロベルト・ゲルレ
ロベルト・ゲルレ（Robert Gerle, 1924年4月1日 - 2005年10月29日）は、イタリア出身のヴァイオリン奏者、指揮者、ホロコースト脱獄者。

## 経歴
イタリア領オパティヤのハンガリー人の家に生まれる。フランツ・リスト音楽院でゲーザ・デ・クレスにヴァイオリンを学び、1942年にフバイ賞を贈られた。しかしユダヤ人だったためにその後程なくしてブダペストの強制労働収容所に入れられ、第二次世界大戦が終結するころになって収容所から脱出した。
戦後しばらくはパリやルクセンブルクの放送局でヴァイオリンを弾き、1950年に渡米。ピーボディ音楽院やマネス音楽大学で教鞭を執りつつ演奏活動を行い、1972年からメリーランド大学ボルティモアカウンティー校のオーケストラ教育プログラムを始めて指揮活動を行うようになった。その後、メリーランド大学ボルティモアカウンティー校には1992年まで在籍して後進の指導に当たり、その間にワシントン・フライデー・モーニング・ミュージック・クラブ管弦楽団の指揮者やワシントン・シンフォニエッタの音楽監督などを兼任した。
晩年はパーキンソン病に悩まされ、メリーランド州ハイアッツヴィルで亡くなった。